# Mollinedia elliptica
Mollinedia elliptica là một loài thực vật có hoa trong họ Monimiaceae. Loài này được (Gardner) A. DC. miêu tả khoa học đầu tiên năm 1868.